# Burton Snowboards
Burton Snowboards är ett amerikanskt företag som tillverkar snowboards och kringutrustning. 

## Historia
Företaget grundades 1977 av Jake Burton Carpenter i Vermont i staden Londonderry. Jake kommer ursprungligen från New York.[källa behövs] Företaget har vuxit till det allra största företaget i snowboardbranschen[när?][källa behövs]. Burton Tillverkar sina exklusivaste brädor i Vermont i USA, de har även en fabrik i Österrike, där man gör de flesta modellerna.[källa behövs]
Olika kända modeller Burton har är: Custom, T6, The operator (Av Shaun White), un..inc, vapor.
Ur Burton har följande dotterbolag bildats: Analog och Analog snow, Anon, Gravis, R.E.D samt iDiom.[källa behövs]

## Anon Optics
Anon Optics (uttalas 'an-nun) är ett märke ägt av Burton Snowboards som gör slalom- och snowboardgoggles.  Först producerade Anon sina "goggles" i Smith Optics fabrik, men nu produceras glasögonen i Burtons egen fabrik. Deras sortiment är goggles och solglasögon. 

### Anon Googles
Följande modeller finns:
- Realm
- Solace
- Hawkeye
- Helix
- Figment
- Subrosa
- Majestic (dam)